# Paraia
Paraia (лат.) — монотипный род двудольных растений семейства Лавровые (Lauraceae), включающий вид Paraia bracteata. Выделен ботаниками Йенсом Гюнтером Ровером, Гансом Георгом Рихтером и Хенком ван дер Верффом в 1991 году.
Таксономическое название рода дано в честь штата Пара на северо-востоке Бразилии.

## Распространение, описание
Единственный вид является эндемиком Бразилии, распространённым в Амазонской низменности.
Вечнозелёные деревья. Листья от эллиптической до обратнояйцевидной формы, цельные, расположены очерёдно. Цветки собраны в соцветие-метёлку, обоеполые, с шестью свободно размещёнными лепестками.